# Billy Yates (muzikant)

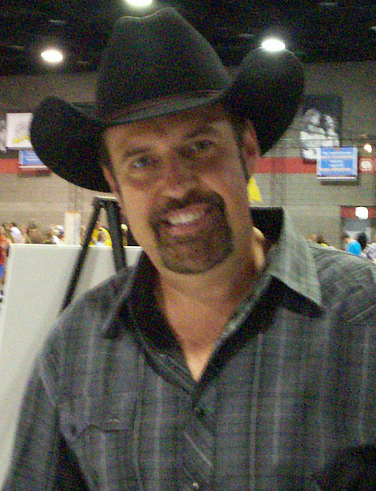
Billy Yates bij het CMA Music Fest 2010.

Billy Yates (Doniphan, 13 maart 1963) is een Amerikaans singer-songwriter en  countrymuzikant.
Hij heeft tien studioalbums uitgebracht vier van zijn singles bereikten Billboards country-hitlijsten, waaronder "Flowers", dat in 1997 nummer 36 bereikte. Yates schreef ook mee aan George Jones' singles "I Don't Need Your Rockin' Chair" en " Choices", die respectievelijk in 1993 en 1999 werden uitgebracht. Andere artiesten die het werk van Yates hebben opgenomen, zijn Ricochet, Ricky Van Shelton en Kenny Chesney. Naast zijn werk als zanger en songwriter is Yates de eigenaar van het songwriting- en uitgeverijbedrijf "Smokin' Grapes", dat in 2006 werd opgericht.

## Biografie

### 1963–1992: jeugd
Billy Wayne Yates werd geboren op 13 maart 1963 in Doniphan, Missouri in de buurt van de Ozarks. Hij groeide op op de boerderij van zijn familie, waar hij zich liet inspireren door de verschillende countrymusici, artiesten waar zij naar luisterden, zoals Jim Reeves en Ernest Tubb. Zijn vader was kapper en betaalde zijn zoon vaak om de schoenen van klanten te poetsen in zijn kapperszaak. Yates en zijn vader zongen ook elke zondag in een lokaal radioprogramma dat werd georganiseerd door het radiostation van de stad, KDFN. Hij trad pas in het openbaar op toen hij als tiener een geïmproviseerde uitvoering van "Crying My Heart Out Over You" gaf tijdens een lokale show in Wappapello, Missouri. Hij bleef drie jaar optreden voor deze show totdat zijn vader hem aanmoedigde om ook een kapperslicentie te halen. Hierna begon Yates overdag te werken bij een kapper in Doniphan, terwijl hij ook 's nachts als diskjockey werkte bij KDFN.

### 1993–1999: "I Don't Need Your Rockin' Chair" en Billy Yates
Yates pendelde heen en weer tussen Missouri en Nashville, Tennessee, op zoek naar een muziekcarrière. Hij vond kort werk als demozanger in 1982, maar had het gevoel dat hij voor een muziekcarrière nog niet klaar was. In die tijd voorzag Yates zichzelf in zijn levensonderhoud door zijn werk als kapper. Toen hij begin jaren negentig terugkeerde naar Nashville, kreeg hij zijn eerste songwriter-contract bij muziekuitgeverij "Hori Pro Entertainment", wat ertoe leidde dat George Jones twee van zijn nummers opnam voor zijn album Walls Can Fall uit 1992. 'I Don't Need Your Rockin' Chair', een van de twee nummers die Jones opnam, werd dat jaar als single uitgebracht en werd genomineerd voor een Grammy Award. Het succes van de Jones-singles leidde ertoe dat Yates in 1993 tekende bij Curb Records. Hij bracht een single uit met de titel 'Turn for the Worse', dat hetzelfde jaar ook werd opgenomen door Dude Mowrey. Bovendien zou Kenny Chesney het nummer later coveren op zijn album Me and You uit 1996. Yates schreef ook mee aan het titelnummer van Ricky Van Shelton's album A Bridge I Didn't Burn uit 1993.
Yates verliet Curb na slechts één single, maar bleef liedjes schrijven, demo's opnemen en optreden op songwriter-showcases in heel Nashville. Een van zijn successen als songwriter was "From Good to Bad to Worse to Gone", een deel van Ricochets titelloze debuutalbum in 1996. In 1997 hoorde platenproducent Garth Fundis Yates optreden in een club in Nashville en koos ervoor om hem te contracteren bij Almo Sounds, een onafhankelijk label waarvan hij destijds president van de Nashville-afdeling was. Het label bracht datzelfde jaar zijn debuutalbum Billy Yates uit; Yates schreef mee aan elk nummer en produceerde samen met Fundis. 'I Smell Smoke' werd aanvankelijk geselecteerd als de eerste single, maar omdat een groot aantal stations 'Flowers' speelden, begon het label dat nummer in mei 1997 officieel als single te promoten. 'Flowers' bereikte nummer 36 in de Billboard Hot Country Songs-hitlijsten in 1997. Het nummer kwam tot stand toen co-schrijver Monty Criswell het idee aan Yates presenteerde tijdens een songwritingsessie. Het gaat over een man die spijt betuigt nadat zijn vrouw is omgekomen bij een auto-ongeluk veroorzaakt doordat hij onder invloed reed. Yates beschreef het nummer als "speciaal" en zei dat hij bereid was een nummer op te nemen dat "een gevoelige snaar raakt". De videoclip van 'Flowers' werd door Billboard werd genomineerd tijdens hun Music Video Awards 1997 in de categorie Best New Country Artist. Joel Bernstein schreef voor Country Standard Time en prees de stem van Yates en de productie van Fundis, maar vond dat de ballads van het album beter waren geschreven dan de uptempo nummers. Bob Cannon van Entertainment Weekly beoordeelde het album "C +", beschreef het nummer 'Flowers' als "smartlap" en vond over het algemeen Yates' stijl een imitatie van Merle Haggard.
Yates zou nog maar één single voor Almo Sounds uitbrengen, 'When the Walls Come Tumblin' Down', voordat het label later in 1997 zijn Nashville-divisie sloot. Desondanks coverde Jones nog een van Yates nummers, 'Choices', op zijn album Cold Hard Truth uit 1999. Volgens Yates had hij het nummer in 1994 geschreven met de bedoeling het door Alan Jackson te laten opnemen; toen Jackson het niet opnam, beval Yates het bij Jones aan, die het twee keer afsloeg voordat hij besloot het op te nemen. Het nummer was een top-30 countryhit voor Jones en leverde hem in 1999 de Grammy Award voor Best Male Country Vocal Performance op.

### 2000-heden: Columbia Records en Indie-label
In 2000 tekende Yates bij Columbia Records Nashville en bracht de single 'What Do You Want from Me Now' uit. Het was zijn enige release voor het label voordat hij het in oktober 2001 verliet. Yates vertelde in 2003 aan "Country Standard Time" dat hij ervoor koos Columbia te verlaten omdat hij vond dat labelmanagers zijn stijl te neotraditionele country van aard vonden om succesvol te zijn. Todd Sterling van AllMusic verklaarde dat Yates ervoor koos Columbia te verlaten vanwege de wens om een meer traditioneel klinkend album op te nemen, en dat de leidinggevenden van het label ermee instemden hem van zijn contract te ontheffen nadat ze zich realiseerden dat hij niet bij een rivaliserend label wilde tekenen.
Na het verlaten van Columbia richtte Yates zijn eigen label op genaamd MOD, een afkorting voor "my own damn records". Zijn eerste release op zijn eigen label was If I Could Go Back in 2001. De eerste single van het album was 'Too Country and Proud of It'. Bobby Peacock van "Roughstock" beoordeelde het album positief, in het bijzonder Yates zangstem en teksten. Zijn volgende onafhankelijke album was Country uit 2003. Volgens een interview met "Country Standard Time" kwam het idee voor het titelnummer van het album uit een droom. Een ander nummer op het album was 'Smokin' Grass', dat Yates samen met Shannon Lawson schreef. Lawson zou het nummer later zelf opnemen en zijn versie op Hot Country Songs in 2004 uitbrengen. In respectievelijk 2004 en 2005 volgden nog twee onafhankelijke albums, Anywhere but Nashville en Harmony Man. Peacock beoordeelde Anwyhere but Nashville positief in "Roughstock" en verklaarde dat "Yates door zijn muziek volledig in zijn eentje uit te brengen, manieren vond om het fijne neotraditionalistische geluid dat hij al had opgebouwd op zijn onderschatte debuut te verbeteren".  Brian Wahlert van "Country Standard Time" beoordeelde hetzelfde project positief en verklaarde dat het "traditionele countryliedjes bevatte die een scherp inzicht geven in alledaagse beproevingen en vreugden, gemengd met een gezonde dosis plezier". Eveneens in 2006 richtte Yates het songwriting- en uitgeverijbedrijf "Smokin' Grapes" op. Een van de schrijvers die bij zijn uitgeverij in dienst kwam, is Wil Nance, wiens credits onder meer op het album If Heartaches Were Horses van George Strait vermeld zijn. Yates zelf leverde bijdrages via Smokin 'Grapes, aan albums van Joe Nichols en Sara Evans.
In 2008 volgde Yates album That's Why I Run. Todd Sterling van AllMusic schreef over dit album dat "Yates door sommigen misschien als te country wordt beschouwd, maar voor zijn trouwe fans is hij perfect zoals hij is." In 2009 kwamen er nog twee platen uit:Favorieten, met nummers van zijn vorige albums waaronder een nieuwe opname van 'Choices' als duet met Jones en Bill's Barber Shop, waarvan het titelnummer verwijst naar de kapperszaak die Yates vroeger runde. Op het album stond ook een duet met Nicole Broussard: 'I'll Do It for You'. Ben Foster van Roughstock vond dat het album te veel nieuwe nummers bevatte, maar prees verder de lyriek en zangstem van Yates. Yates toerde door verschillende landen in Europa, waaronder Zwitserland en Litouwen, om dit album te promoten. Volgens Yates werd zijn muziek in Europa populair dankzij internet, waar fans hem ontdekten en zijn muziek downloadden. Hij bleef in 2011 door Europa touren ter ondersteuning van zijn volgende album, Just Be You. In tegenstelling tot zijn vorige albums, schreef Yates alle nummers zelf. 'On My Way (The Norway Song)' was de eerste single van het album. Zijn laatste indie-album was These Old Walls uit 2015, dat net als zijn voorgangers werd ondersteund door uitgebreide tournees in Europa.

## Muzikale invloeden
In een interview met "Country Music News International" noemde Yates Keith Whitley, Webb Pierce, Lefty Frizzell en Buck Owens als zijn belangrijkste muzikale invloeden. Hij verklaarde ook dat hij liever op zijn eigen label opnam in plaats van op een groot label, vanwege de controle die hij over zijn eigen muziek kon behouden, zowel op het gebied van songwriting als op de productie.

## Privéleven
Billy Yates is sinds 1997 getrouwd met zijn vrouw, Nancy, Zij hebben een zoon Grayson. In 2015 werd een deel van de US Highway 160 buiten zijn geboorteplaats Doniphan naar Yates vernoemd. Senator Mike Cunningham woonde de ceremonie bij, met muzikale optredens van Jimmy Fortune en Buddy Jewell.

## Discografie

### Albums
| Titel                   | Album details                                         | Hoogste positie |
| Titel                   | Album details                                         | US Country      |
| ----------------------- | ----------------------------------------------------- | --------------- |
| Billy Yates             | - Releasedatum: 17 juni 1997 - Label: Almo Sounds     | 56              |
| If I Could Go Back      | - Releasejaar: 2001 - Label: M.O.D.                   | —               |
| Country                 | - Releasejaar: 2003 - Label: M.O.D.                   | —               |
| Anywhere but Nashville  | - Releasejaar: 2004 - Label: M.O.D.                   | —               |
| Harmony Man             | - Releasedatum: 24 mei 2005 - Label: M.O.D.           | —               |
| Favorites               | - Releasedatum: 5 december 2006 - Label: M.O.D.       | —               |
| That's Why I Run        | - Releasedatum: 4 maart 2008 - Label: M.O.D.          | —               |
| Bill's Barber Shop      | - Release : december 2009 - Label: M.O.D.             | —               |
| Just Be You             | - Release : juni 2011 - Label: M.O.D.                 | —               |
| These Old Walls         | - Releasedatum: 13 januari 2015 - Label: Eigen beheer | —               |
| "—" geen positie bekend |                                                       |                 |

### Singles
| Jaar                    | Single                                                                       | Hoogste positie | Album              |
| Jaar                    | Single                                                                       | US Country      | Album              |
| ----------------------- | ---------------------------------------------------------------------------- | --------------- | ------------------ |
| 1993                    | Turn for the Worse                                                           | —               |                    |
| 1997                    | I Smell Smoke                                                                | 69              | Billy Yates        |
| 1997                    | Flowers                                                                      | 36              | Billy Yates        |
| 1997                    | When the Walls Come Tumblin' Down                                            | 69              | Billy Yates        |
| 2000                    | What Do You Want from Me Now                                                 | 53              |                    |
| 2001                    | Too Country and Proud of It                                                  | —               | If I Could Go Back |
| 2006                    | "God Bless the Children" (met Wayne Warner and the Nashville All-Star Choir) | —               | Turbo Twang'n      |
| 2011                    | On My Way (The Norway Song)                                                  | —               | Just Be You        |
| "—" geen positie bekend |                                                                              |                 |                    |